# Труфанов, Фёдор Михайлович
Фёдор Михайлович Труфанов — начальник производственного участка колхоза «Красное Знамя» Пристенского района, Герой Социалистического Труда.

## Биография
Родился в 1922 году в селе Ракитинка Обоянского уезда Курской губернии. Член ВКП(б).
Участник Великой Отечественной войны. 
В 1946—1982 гг. — председатель колхоза «Родина», бригадир полеводческой бригады, с 1959 г. начальник производственного участка колхоза «Красное Знамя» Пристенского района.
Указом Президиума Верховного Совета СССР от 8 апреля 1971 года присвоено звание Героя Социалистического Труда с вручением ордена Ленина и золотой медали «Серп и Молот».
Избирался депутатом Верховного Совета РСФСР 8-го созыва.
Награжден орденами Отечественной войны I степени, Трудового  Красного Знамени, Красной Звезды, медалями. 
Умер 19.07.1999 г. 